# فرید بنستیتی
فرید بنستیتی (انگلیسی: Farid Benstiti؛ زادهٔ ۱۶ ژانویهٔ ۱۹۶۷) بازیکن فوتبال اهل فرانسه است.
از باشگاه‌هایی که در آن بازی کرده‌است می‌توان به باشگاه فوتبال دیژون و باشگاه فوتبال المپیک لیون اشاره کرد.